# Pyrausta falcatalis
Pyrausta falcatalis — вид лускокрилих комах родини вогнівок-трав'янок (Crambidae).

## Поширення
Вид поширений в Європі, Західній та Середній Азії на схід до Китаю. Присутній у фауні України.

## Спосіб життя
Метелики літають у червні-серпні. Активні вдень. Личинки живляться листям шавлії липкої (Salvia glutinosa).